# Acrobelione
Acrobelione is een geslacht van Isopoda-parasieten in de familie Bopyridae en bevat de volgende soorten:
- Acrobelione anisopoda Bourdon, 1981
- Acrobelione halimedae Boyko, Williams & Shields, 2017
- Acrobelione langi Van Name, 1920
- Acrobelione reverberii Restivo, 1970